# 严慰冰
严慰冰（1918年—1986年3月15日），江苏无锡人。她是陆定一第二任妻子，中国共产党党员，作家。熟知唐代史事（与毛澤東有過一番對話）。叶群“匿名信事件”的主谋。

## 生平
金陵女中畢業，以考取國立中央大學中国文学系。1933年起开始发表文学作品。开学时正逢抗日战争爆发，她随即奔赴延安。1938年在延安抗大学习，同年加入中国共产党，曾任《中国妇女》特约记者，曾为延安中央党校四十五班学员、延安中央研究院新闻研究室研究员。1941年8月，经陈云介绍，与陆定一结婚。
1949年后，历任北京市教育局中等学校视导员，中国人民大学马列主义教研班研究生，北京大学马列主义教研室教师，中共中央宣传部教育处副处长。

## 匿名信事件
严慰冰长期仇视林彪妻子叶群，原因有各种说辞: 一说陆定一本来追求的是叶群，被叶群拒绝后才退而求其次选择严慰冰，严慰冰一直很记恨此事。另一说1944年叶群和严慰冰同时住院，战争年代条件艰苦，因为叶群早产，所以医院对叶群照顾比较多，叶群本人要求也多，严慰冰很看不惯。
1960年至1966年期间，严慰冰向叶群及子女投寄将近六十封匿名信，造谣叶群的私生活，声称叶群子女并非林彪亲生，并用强烈引导话语声称叶群的女儿与刘少奇的子女长得很像。挑拨林彪叶群与子女的关系。且用化名以及投递地址等方式企图栽赃嫁祸给刘少奇夫人王光美。林彪家报案，1966年此案被侦破抓获，并扩大为政治事件（另据北京市公安局文献记载，1963年公安部门根据线索已经追查到严慰冰，因为彭真和陆定一的干预，此事被隐瞒，严慰冰的行为也未被制止，持续至1966年）。1966年5月4日至26日，在中共中央政治局扩大会议期间林彪当众澄清家庭情况，驳斥严慰冰长期散布的谣言，并在会后当面指责陆定一:“我恨不得一枪毙了你”。陆定一声称严慰冰从1952年起就精神不正常，有妄想症，他对严慰冰的所作所为毫不知情。
因为“匿名信事件”，在鄧小平的默許下，1966年4月28日，严慰冰专案组将严慰冰骗出中南海增福堂的家，用车将她押到灵境胡同一号看守所。经过多半年审讯后，1967年2月，严慰冰被送进秦城监狱关押。中共十一届三中全会后平反並于1978年12月被釋放。1980年，调任全国政协文史资料委员会委员。

## 晚年
1982年，加入中国作家协会。
陆定一与元配唐一珍（又名唐义贞）的两个子女在战乱年代先后被寄养在老乡家，因嚴慰冰及其子女的长期阻挠，陆范家定和叶坪直到1979年后才与陆定一相认，有当时多位知情人为其作证。嚴慰冰后代在陆定一去世后发表质疑陆范家定和叶坪的身份的言论。
1986年3月15日，在北京逝世，享年68岁。

## 家庭
- 丈夫：陆定一